# Paulina (powieść)
Paulina – powieść Aleksandra Dumasa. Książka ma formę powieści szkatułkowej, zaś jednym z głównych bohaterów pisarz uczynił samego siebie. Podobny chwyt zastosował on w innych swoich książkach takich jak np. „Biesiada widm”, „Madame Lafarge” oraz „W pałacu carów”, choć w tej ostatniej bohaterem nie jest już sam Dumas, ale nieznany z nazwiska Francuz.

## Bohaterowie powieści
- Alfred de Nerval – główny bohater powieści
- Paulina de Meulien hrabina de Beauzeval – ukochana Alfreda
- Hrabia Horacy de Beuzeval – okrutny mąż Pauliny
- Pani de Nerval – matka Alfreda
- Gabriela de Nerval – młodsza siostra Alfreda
- Aleksander Dumas – przyjaciel Alfreda
- Henryk i Maks – przyjaciele Horacego de Beuzeval i jego wspólnicy w zbrodni

## Opis fabuły
Aleksander Dumas wędrując po świecie trafia do Szwajcarii. Tam spotyka swojego dobrego znajomego, Alfreda de Nervala, który podróżuje w towarzystwie pięknej kobiety o imieniu Paulina. Kobieta wydaje się być ciężko chora, ledwo trzyma się na nogach. Po jakimś czasie Dumas znów spotyka parę zakochanych, lecz stan Pauliny bynajmniej się nie poprawia. Po kilku miesiącach w roku 1834 Dumas ponownie spotyka Alfreda, ale tym razem już samego. Dowiaduje się wówczas, że Paulina umarła. Załamany de Nerval próbuje normalnie żyć za pomocą spotkań z przyjaciółmi z klubu szermierki. Podczas jednego z takich spotkań znajomi dostrzegają na ramieniu Alfreda ślad po kuli. Alfred wyznaje, że to ślad po jego ostatnim pojedynku, nie chce jednak wyjawić jego szczegółów. W końcu zgadza się wyznać całą prawdę Dumasowi. Przyjaciele spotykają się, po czym de Nerval opowiada pisarzowi swoją historię. 
Kilka lat temu Alfred de Nerval zakochał się w poznanej na przyjęciu pięknej dziewczynie nazwiskiem Paulina de Meulien. Dziewczyna była z bogatej rodziny. Zbyt bogatej, by młodzieniec mógł ją poślubić. Załamany tym faktem Alfred wyrusza w świat szukać przygód i majątku. Któregoś dnia wraca do Francji, gdzie spotyka go nowy cios ze strony losu – Paulina wyszła bowiem za mąż za hrabiego Horacego de Beuzeval. De Nerval pogrążony w rozpaczy próbuje zapomnieć o ukochanej. Rzuca się w wir zajęć i przygód. Pewnego dnia idąc za głosem swych pasji żeglarskich, wypływa łódką na morze. Niestety wybucha sztorm, z którego Alfred cudem tylko uchodzi z życiem. Nieprzytomnego fale wyrzucają na brzeg. Młodzieniec po przebudzeniu się odkrywa, że znajduje się na pustkowiu. Poszukując jakiegoś miejsca, gdzie są ludzie, jest świadkiem dziwnego wydarzenia – tajemniczy mężczyzna zamyka na klucz grobowiec. Zachowanie to wzbudza obawy de Nervala. Znaleziony przez ludzi Alfred dowiaduje się, że miejsce, w którym obecnie się znajduje, to ziemie hrabiego de Beuzeval, zaś grobowiec, który widział, należy do jego rodziny. Alfred dowiaduje się również, że jego ukochana Paulina (żona hrabiego) niedawno zmarła. Zrozpaczony chce ją zobaczyć ostatni raz. Lecz ku swemu wielkiemu zdumieniu odkrywa, że ciało, które pokazuje hrabia swoim bliskim, wcale nie należy do Pauliny, lecz innej młodej kobiety. Nie wiedząc, co ma o tym wszystkim myśleć młodzieniec wraca na teren grobowca, który przypadkiem znalazł. Udaje mu się wejść do środka za pomocą klucza ukrytego w pobliżu. W grobowcu zaś odnajduje umierającą Paulinę. Alfred rozpoznaje ukochaną, wyciąga ją z grobowca, po czym łodzią przewozi w bezpieczne miejsce. Paulina wyznaje mu, że została tu zamknięta przez męża, który w ramach litości, by nie umierała z głodu, zostawił jej kielich z trucizną. Kobieta przeżyła dwa dni i dnie noce bez pożywienia i nadziei na uratowanie, więc ostatecznie zażyła truciznę, ale chwilę potem zjawił się Alfred i ocalił ją. Trucizna jednak zaczyna działać. Ukochany podaje Paulinie wodę, dzięki czemu kobieta zwraca truciznę i powoli dochodzi do zdrowia. Boi się jednak swojego męża. Prosi Alfreda, by ten zabrał ją z kraju jako swoją siostrę. De Nerval z bólem serca (liczył bowiem na inne uczucia ze strony ukochanej niż tylko siostrzane) zgadza się i wywozi ją za granicę, gdzie zamieszkują razem jako rodzeństwo. Paulina podejmuje pracę nauczycielki, Alfred zaś czule się nią opiekuje i wyznaje jej miłość. Kobieta jednak nie potrafi się z nim związać wiedząc, że jej mąż wciąż żyje. Ponieważ zaś ukochany nie wie, jak doszło do jej uwięzienia w grobowcu, Paulina opowiada mu swoją historię.
Okazuje się, że Paulina również zakochała się w Alfredzie podczas przyjęcia, na którym się poznali. Ponieważ jednak zbyt duża różnica majątkowa ich dzieliła, nie mogli być razem. Paulina pogodziła się z tym, choć przyszło jej to z trudem. W 1830 roku wybrała się z matką do jej przyjaciółki. Tam zaś podczas polowania syn gospodyni nieomal zginął zabity przez rozjuszonego dzika, lecz młodzieńca ocalił wówczas jego przyjaciel – dwudziestoośmioletni hrabia Horacy de Beuzaval. Mężczyzna zrobił na osiemnastoletniej Paulinie wielkie wrażenie, zwłaszcza gdy dowiedziała się ona o jego przygodzie w Indiach, gdzie sam jeden uzbrojony jedynie w nóż zabił wielką tygrysicę. Hrabiemu również Paulina wpadła w oko, więc zaprosił on ją z matką i przyjaciółmi do swej posiadłości, gdzie jego miłość do młodej dziewczyny zaczęła kwitnąć. Paulina jednak czuła mieszane uczucia do hrabiego – z jednej strony podziwiała go, z drugiej zaś z nieznanych jej przyczyn obawiała się. Zaczęła więc unikać swego adoratora, który odpowiedział na to listem do niej. W liście tym zapowiedział jej, że musi ona zostać jego żoną, gdyż on jest w niej zakochany i gotowy prześladować ją, póki ona mu nie ustąpi. Paulina przerażona spaliła list i zataiła wszystko przed matką. W końcu jednak zwierzyła się jej ze swych obaw. Matka jednak uznała hrabiego de Beauzaval za świetną partię dla jej córki, nie chciała jednak naciskać na Paulinę, by wybrała go na męża. Paulina ostatecznie zgodziła się zostać żoną Horacego i pół roku później wyszła za niego. Małżonkowie żyli szczęśliwie do czasu, gdy Horacy nagle opuścił dom i udał się ze swymi przyjaciółmi – nazywanymi przez Paulinę Henrykiem i Maksem – do swej posiadłości w tajemniczych sprawach. Gdy mąż długo nie wracał, żona zaczęła się o niego niepokoić. Postanowiła udać się do niego i dowiedzieć, co się stało. W przeddzień realizacji swego planu otrzymała od niego list, w którym Horacy oznajmił jej, gdzie jest oraz dodał, iż nieobecność jego musi się przedłużyć. Poprosił on więc żonę, by nie opuszczała ona domu matki i czekała na jego powrót. List ten wzbudził jednak obawy Pauliny o los męża oraz utwierdził w przekonaniu, że musi się z nim zobaczyć. Okłamała więc matkę mówiąc jej, że Horacy wzywa ją do siebie i przyjechała do niego. Horacy nie był zadowolony z przybycia żony, ale starał się tego nie okazywać. Przyjął ją najlepiej jak się tylko dało, ale po cichu kazał zamknąć i nie wypuszczać z alkowy. Paulina czuła, iż w zamku jej męża dzieje się coś niedobrego. W nocy udała zatem, że śpi, dzięki czemu zobaczyła, jak Horacy opuszcza ich alkowę korzystając z tajnego przejścia. Myśląc, że mąż ma spotkanie z kochanką zazdrosna Paulina udała się tym samym przejściem za nim, gdzie stała się świadkiem strasznej sceny. Okazało się bowiem, że Henryk i Maks porwali pewną młodą kobietę, wcześniej zabijając jej męża. Teraz kłócili się o to, czyją branką ma ona zostać. Horacy widząc, że przyjaciele chcą się o nią pobić wściekły zabił porwaną strzałem z pistoletu. Na ten widok Paulina krzyknęła (zdradzając w ten sposób swoją obecność w tajnym pokoju) i zemdlała. Obudziła się potem uwięziona w grobowcu rodziny męża. Obok siebie znalazła jedynie kielich z trucizną oraz list od Horacego, w którym wyznał on jej, że dla obrony przyjaciół musi się jej pozbyć. Ponieważ jednak nie chciał, by umierała ona w męczarniach z głodu pozostawił jej truciznę jako sposób szybszego zejścia z tego świata. Paulina dopiero po dwóch dniach głodówki wypiła truciznę, ale chwilę potem została ocalona przez ukochanego Alfreda.
Po opowiedzeniu przez Paulinę swojej historii Alfred chce pomścić ją, ale ukochana zmusza go, by złożył jej przysięgę, iż nie wyda jej męża władzom. Alfred, aczkolwiek niechętnie, wyraża na to zgodę. Zakochani żyją dalej jako brat i siostra nie konsumując swojego związku, choć oboje coraz rzadziej ukrywają przed sobą, że się kochają. Po jakimś czasie Paulina zaczyna czuć się coraz gorzej. Wezwany na pomoc lekarz odkrywa, iż trucizna zażyta wcześniej przez kobietę osłabiła jej organizm do tego stopnia, że może ona umrzeć. Radzi młodzieńcowi zabrać ją za granicę w celu poprawy zdrowia. Alfred zabiera ukochaną do Szkocji, a potem do innych uzdrowisk leczniczych, gdzie Paulina powoli odzyskuje siły. Zakochani żyją spokojnie do czasu, gdy de Nerval dowiaduje się z listu od swej matki, iż hrabia de Beuzaval zaleca się do jego siostry Gabrieli. Przerażony bojąc się, że dziewczyna wpadnie w jego ręce Alfred wraca do Francji i w rozmowie z matką oznajmia, iż nie zgadza się na ślub Gabrieli i Horacego. Mimo próśb rodzicielki nie chce jej wyjawić swoich powodów ze względu na przysięgę, jaką złożył Paulinie. Później spotyka się z hrabią i wyjawia mu, iż Paulina żyje, a co za tym idzie – on, Alfred de Nerval, wie o jego zbrodni. Rozmowa kończy się wyzwaniem na pojedynek. Jako broń Alfred wybiera pistolety. Horacy strzela pierwszy i rani młodzieńca w ramię. De Nerval jednak, mimo iż rana jest poważna, strzela drugi i zabija hrabiego de Beuzaval. Po wykurowaniu się z otrzymanego postrzału wraca do ukochanej Pauliny. Nie zdradza jej jednak celu swojego wyjazdu do Francji. Kobieta jednak odkrywa prawdę czytając w gazecie opis śmierci męża, który według artykułu zginął w pojedynku z nieznanym przeciwnikiem. Wskutek tej wiadomości kobieta doznaje szoku i przez kilka dni jest w malignie nie poznając nikogo. W końcu odzyskuje przytomność, ale lekarz nie daje jej wielkich nadziei. Alfred próbuje ratować ukochaną zabierając ją do innych uzdrowisk, ale niewiele to pomaga. Paulina umiera po kilku miesiącach na jego rękach. Przed śmiercią zrywa ona koszulę z ramienia ukochanego i widzi bliznę po kuli, jaką otrzymał on w pojedynku z jej mężem. Domyśla się w ten sposób, że to Alfred zabił Horacego. Z tą świadomością kona. 
Alfred ze łzami w oczach kończy swoją opowieść Aleksandrowi Dumasowi, który dokładnie ją zapisuje z zamiarem opublikowania jej.